# Алга (Шуский район)
Алга (каз. Алға) — село в Шуском районе Жамбылской области Казахстана. Административный центр Алгинского сельского округа. Находится у западной границы города Шу, в 2 километрах от железнодорожной станции. Код КАТО — 316631100.

## Население
В 1999 году население села составляло 2042 человека (1012 мужчин и 1030 женщин). По данным КНЭ на 2003 год население составляло 2,1 тысячи человек. По данным переписи 2009 года, в селе проживало 296 человек (162 мужчины и 134 женщины).